# Mastani
Mastani (1699-1740) est la fille du Maharaja Chhatrasal et la deuxième épouse du Maratha Peshwa Bajirao Ier,.
Mastani est connue pour sa beauté, ses soins, sa splendeur et sa ruse mais notamment pour sa bravoure. Elle était également adepte de poésie et littérature mais aussi de danse et chant indiens antiques. Elle était très bonne en équitation, aux fléchettes et à l'épée.

## Jeunesse
Mastani (marathi : मस्तानी) est née à Mau Sahaniya dans le Bundelkund de la liaison entre le Maharaja Chhatrasal, un roi Rajput, et sa concubine musulmane persane, Ruhaani Bai Begum. Son père est le fondateur de l'État de Panna et un adepte du Pranami Sampradaya, une secte hindoue basée sur le culte bhakti de Sri Krishna. Néanmoins, Mastani préfère la religion de sa mère et se convertit à l'Islam. 

## Biographie

### Mariage avec BajiraoIer
En 1728, Muhammad Khan Bangash envahit le royaume de Chhatrasal, le vainc et assiège sa capitale. Chhatrasal écrit secrètement à Bajirao pour lui demander son aide. Mais, étant en campagne militaire à Malva, Bajirao ne répond qu'en 1729, en se dirigeant vers le Bundelkund. Finalement, Bajirao vainc Bangash après avoir atteint Jaitpur près de Kulpahar dans l'actuel Uttar Pradesh. 

En reconnaissance, Chattrasal donne à Bajirao la main de sa fille Mastani et la domination des terres de Jhansi, Sagar et Kalpi — soit un tiers de son royaume. Après son mariage avec Mastani, il offre également 33 lakh de pièces d'or et une mine d'or,. À l'époque, Bajirao est déjà marié à Kashipay (Kashibai) et monogame tant par la nature de sa religion que par la tradition familiale. Il accepte cependant par égard pour Chattrasal. 

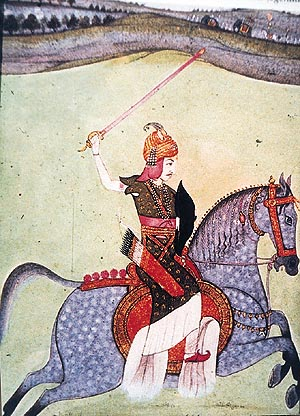
Peshwa Bajirao I

De retour à Pune, le mariage n'est pas bien accepté en raison de l'héritage musulman de Mastani. Elle vit quelque temps avec Bajirao dans son palais de Shaniwar Wada dans la ville de Pune. Sa famille étant toujours opposée à Mastani, celle-ci est confinée dans une partie du palais lorsque Bajirao part en guerre. Bajirao construit donc en 1734 une résidence séparée pour Mastani à Kothrud, à une certaine distance de Shaniwar Wada. Le palais de Kothrud est démantelé et des parties de celui-ci sont exposées dans une section spéciale du musée Raja Dinkar Kelkar.

### Shamsher Bahadur (Krishna Rao)
Mastani a un fils nommé Krishna Rao à la naissance, quelques mois après que la première femme de Bajirao, Kashibai, ait aussi accouché d'un fils. Mais Krishna Rao étant né d'une mère à moitié musulmane, les prêtres refusent de procéder à la cérémonie hindoue d'upanayana. Le garçon est finalement nommé Shamsher Bahadur et élevé en tant que musulman. 
Après la mort de Bajirao et Mastani en 1740, Kashibai prend soin de Shamsher Bahadur, six ans à ce moment-là, et l'élève comme l'un des siens. Shamsher réussi à hériter d'une partie du domaine de son père sur les terres de Banda et Kalpi. En 1761, lui et son contingent combattent aux côtés des Peshwâ lors de la troisième bataille de Panipat entre les Marathas et les Afghans. Il y est blessé et meurt quelques jours plus tard à Deeg. 

## Mort
Mastani meurt en 1740, peu de temps après la mort de Bajirao. Sa cause de décès est encore inconnue. Certains disent qu'elle s'est suicidée, d'autres qu'elle est morte à la suite du choc de la perte de son mari. Mastani est enterrée dans le village de Pabal. Étant donné son association avec l'hindouisme et l'islam, sa tombe s'appelle à la fois le samadhi de Mastani et le mazar de Mastani,. 

## Descendance
Le fils de Shamsher Bahadur, Nawab Ali Bahadur I, reçoit les provinces de Rajputana qui représentent la dot de Mastani — Jhansi, Sagar et Kalpi —. En 1858, lors de la rébellion indienne de 1857, son fils Nawab Ali Bahadur II répond à un rakhi de Rani Laxmibai de Jhansi et se bat contre les Britanniques,. 

## Dans la culture populaire

### Littérature
- 1972 - Rau, le roman marathi de Nagnath S. Inamdar mettant en scène une histoire d'amour fictive entre Baji Rao I et Mastani[12].

### Films
- 1955 : Mastani réalisé par Dhirubhai Desai. Il met en vedette Nigar Sultana, Manher Desai, Shahu Modak et Agha[13].
- 2015 : Bajirao Mastani réalisé par Sanjay Leela Bhansali, basé sur le roman marathi Rau. Avec Deepika Padukone, Ranveer Singh et Priyanka Chopra dans les rôles principaux[14].
- 2015 : Shrimant Peshwa Bajirao Mastani, une série télévisée marathi diffusée sur ETV Marathi[15].